# 哈拉巴利区
哈拉巴利区（俄语：Харабалинский район）是俄罗斯联邦阿斯特拉罕州下辖的一个区，其行政中心为哈拉巴利。据2015年统计，该区的人口为40876人。